# 平內町
平內町（日语：／ Hiranai machi）是位於日本青森縣東津輕郡的町，地處夏泊半島上。西鄰縣廳所在地青森市，東鄰下北半島的野邊地町。平內町在對外通勤和就學上與青森市有著密切的關聯，當地人口則多集中在穿越中心地區的國道4號和青森鐵道沿線，以及小湊站的周圍地區。平內町在江戶時代為弘前藩的領地，並作為連接南部藩邊境的交通要地而開始發展。境內擁有淺所海灘等自然景點，轄區所在的夏泊半島則位於淺蟲夏泊縣立自然公園的範圍內。當地的帆立貝養殖的生產量位居縣內和日本第一。
「平內」一名被認為是來自阿伊努語的pira-nay（懸崖中的河流），即峽谷的意思。

## 地理
平内町境內約78%以上的面積被森林覆蓋。南部為屬於那須火山帶的八甲田山，中央地區則是平原地形。發源於南部以及夏泊半島山岳的堀差川、清水川、小湊川、盛田川、 明神川、長澤川等河川流經町内，並在北邊注入陸奧灣。

### 氣候
由於平內町面向陸奧灣，6月至7月容易受到挾帶涼冷空氣的東北風吹拂，使當地經常發生冷害。冬季的積雪量則相當大。

## 歷史
1889年（明治22年）4月1日，中平內村、東平內村與西平內村成立。1928年（昭和3年）10月1日 ，中平內村改為小湊町並實施町制。1955年（昭和30年）3月31日，小湊町、東平內村、西平內村合併成現今的平內町。

## 行政
- 町長：船橋茂久（任期：2015年（平成27年）11月14日）
- 町議會：14人

## 產業
平內町的第一級產業包括以養殖帆立貝為中心的漁業，以及生產稻米為主的農業，其中帆立貝的產量位居青森縣內和日本第一。第二級產業以加工帆立貝的食品加工業為主，第三級產業則以零售業和服務業為中心。

## 交通

### 鐵道
- 青森鐵道
  - 青森鐵道線：西平內車站 - 小湊車站 - 清水川車站 - 狩場澤車站

### 巴士

#### 路線巴士
- 下北交通
  - 陸奧 ⇔ 青森線
- 平內町民巴士

### 道路
- 一般國道
  - 國道4號
- 主要地方道
  - 青森縣道9號夏泊公園線
- 一般縣道
  - 青森縣道123號清水川瀧澤野內線
  - 青森縣道206號西平內停車場線
  - 青森縣道207號小豆澤西平內停車場線
  - 青森縣道209號狩場澤停車場線
  - 青森縣道210號清水川停車場線
  - 青森縣道215號小湊停車場線
  - 青森縣道269號增田淺虫線

### 港灣
- 小湊港

## 觀光

### 名勝、古蹟
- 夜越山森林公園
- 椿山海水浴場
- 淺所海岸（天鵝飛來的地方）
- 椿山（自生椿的北限）〔東田澤字小湊越〕國家的天然記念物  （页面存档备份，存于）
- 藩境塚（南部津輕境界塚）縣的史跡  （页面存档备份，存于）
- 平內町歷史民俗資料館〔小湊字小湊〕

### 祭典
- 天鵝祭（毎年2月，淺所海岸）
- 平內町睡魔祭（8月15日、16日）
- 夜越山仙人掌祭

## 地域

### 行政
- 東地區館
- 西地區館

### 教育

#### 高校

##### 縣立
- 青森縣立平内高校

##### 私立
- 大和山學園松風塾高校

#### 中學
- 平內町立小湊中學
- 平內町立東平內中學
- 平內町立西平內中學

#### 小學
- 平內町立小湊小學
- 平內町立淺所小學
- 平內町立東榮小學
- 平內町立東小學
- 平內町立茂浦小學
- 平內町立東田沢小學
- 平內町立山口小學

### 所管警察署
- 青森警察署

## 本地出身的名人
- 高橋竹山（津輕三味線演奏者）
- 細川亨（職業棒球選手，埼玉西武獅）
- 佐佐木多門（銀行家，經濟學者，高橋是清、床次竹二郎的私人顧問，倫敦時報東京通信員）
- 畑井新喜司（生物學家）
- 蝦名賢造（財經學家）
- 下山天（電影導演）
- 佐佐木一成（越野滑雪選手）
- 千葉信哉（高山滑雪選手）
- 飯田美花（職業摔角手）